# Il pianeta di Mr. Sammler
Il pianeta di Mr. Sammler è un romanzo di Saul Bellow, pubblicato nel 1970 contemporaneamente da Weidenfeld and Nicholson (Londra) e The Viking Press (New York). Il romanzo è stato premiato con il National Book Award per la narrativa nel 1971. In italiano è stato tradotto l'anno successivo. Nell'edizione Penguin Books del 2004 ha un'introduzione di Stanley Crouch.

## Trama
Artur Sammler è un ebreo polacco sopravvissuto alla shoah e quasi cieco e povero. Ha più di 70 anni e una profonda cultura, ma si sente, dopo 20 anni di vita da emigrante negli Stati Uniti ancora uno straniero. Vive a New York e occasionalmente tiene qualche conferenza alla Columbia University, mentre osserva con distacco Manhattan e la sua gente, percependoli come sull'orlo di un baratro. A un certo punto le sue riflessioni antropogeniche e misantrope sembrano portarlo a leggere solo autori religiosi del XIII secolo, in particolare la mistica di Meister Eckhart. L'unico che sembra accettare accanto è il nipote, Elya Gruner, medico chirurgo che accompagnerà alla morte accettando la presenza di una spiegazione divina a tutto questo caos, alla nevrosi e alle peripezie della mente che ne è ospite.
Minacciato da un borsaiolo afro-americano, colto in flagrante, prende poi le sue parti quando quello viene picchiato da suo genero, uno schizofrenico, modello di ebreo della nuova generazione che Sammler non riesce a comprendere. Durante una contestazione di studenti figli dei fiori parla di socialismo utopico e di H. G. Wells.
Quando sua figlia ruba un manoscritto sulla discesa dell'uomo sulla luna, si giustifica dicendo che vuole offrire materiale al padre per i suoi studi, ma in realtà è solo attratta dal suo autore, un intellettuale indiano. Sammler vuole restituirgli il manoscritto durante un ricevimento a casa del nipote, prossimo a morire in solitudine. Arrivano tutti tardi, anche la tradizione che li tiene uniti e che perde valore davanti alla possibilità infinita, alla ricerca, all'esplorazione dello spazio come futuro invadente.
Sammler vive di ricordi, la sua esperienza come partigiano, il campo di concentramento, la guerra dei sei giorni, tutte deformazioni e fughe che lo hanno reso ironico, annoiato, troppo sensibile della sofferenza altrui.
Alla fine del romanzo il protagonista sembra, tuttavia, aver trovato il modo quasi di ritornare verso gli altri e capisce che una vita appropriata diventa quella per cui si fa ciò che ci viene richiesto.

## Temi
Philip Roth apre i suoi appunti su questo libro, poi raccolti in Chiacchiere di bottega con il titolo Rereading Saul Bellow, domandandosi se la nostra specie sia folle e comparando la forza di Bellow a quella di Swift che scrive i Gulliver’s Travels con la mente che s'oppone al corpo, ai bisogni, ai piaceri, alla sua fisicità troppo reale, e leggendo il romanzo come fosse guidato dall'idea del tradimento della nostra specie verso gli ideali di civiltà. Il romanzo è stato visto anche come una lotta, che continua quella di Herzog, tra intuizione e intelletto, e tra azione e contemplazione.

## Edizioni italiane
- Saul Bellow, Il pianeta di Mr. Sammler, traduzione di Letizia Ciotti Miller, Milano, Feltrinelli ("I narratori" n. 191), 1971.
- Saul Bellow, Il pianeta di Mr. Sammler, traduzione di Letizia Ciotti Miller, Milano, Garzanti ("I Garzanti" n. 646), 1976.
- Saul Bellow, Il pianeta di Mr. Sammler, traduzione di Letizia Ciotti Miller, Milano, Feltrinelli ("UEF" n. 955), 1981.
- Saul Bellow, Il pianeta di Mr. Sammler, in Romanzi, vol. II, trad. di Letizia Ciotti Miller, a cura di Guido Fink, Milano, Mondadori (collana "I Meridiani), 2008, ISBN 978-88-04-55216-1.
- Saul Bellow, Il pianeta di Mr. Sammler, traduzione di Letizia Ciotti Miller, introduzione di Alessandra Calanchi, Milano, Mondadori ("Oscar Mondadori" n. 1989, 2009, ISBN 978-88-04-58952-5.